# دورباش‌دار
دورباش‌دار نام یکی از مناصب دستگاه سلطنتی ایران قدیم است.
دورباش‌دار یکی از افراد خبررسان بوده و حاملان دورباش دارای مقام و منصب مهمی بوده‌اند. دورباش نیزهٔ دو سر یا سه سر یا زوبینی بوده که در هنگام حرکت امیران و پادشاهان، پیشاپیش آنها حرکت داده‌می‌شد. دورباش‌داران، معمولاً دوازده نفر از سربازان ویژه بودند که به فاصلهٔ حدود پنجاه متر جلو موکب پادشاه بودند و مردم با دیدن زوبین‌های برافراشته بر دست دورباشان متوجه می‌شدند که باید از سر راه موکب به‌کناری روند و حتی روی خود را به طرف امیر برنگردانند.